# Teluk Kecimbung (Tanah Tumbuh)
Teluk Kecimbung is een bestuurslaag in het regentschap Bungo van de provincie Jambi, Indonesië. Teluk Kecimbung telt 1372 inwoners (volkstelling 2010).